# فرودگاه پیرس فری
 فرودگاه پیرس فری (به انگلیسی: Pearce Ferry Airport) یک فرودگاه همگانی بهره‌برداری هوایی است که یک باند فرود خاک دارد و طول باند آن ۸۸۴ متر است. این فرودگاه در کشور ایالات متحده آمریکا قرار دارد و در ارتفاع ۸۹۶ متری از سطح دریا واقع شده است.